# Augustin Augier
François Augustin Marie Augier de Favas  (15 décembre 1758 - 29 janvier 1825), également connu sous le nom d'Augustin Augier, était un instituteur français, un prêtre catholique et un botaniste. Il fut plus tard mentionné parce qu'il fut le premier à construire un arbre évolutif dans le domaine de l'évolution biologique, aujourd'hui appelé arbre phylogénétique,.

## Vie et carrière

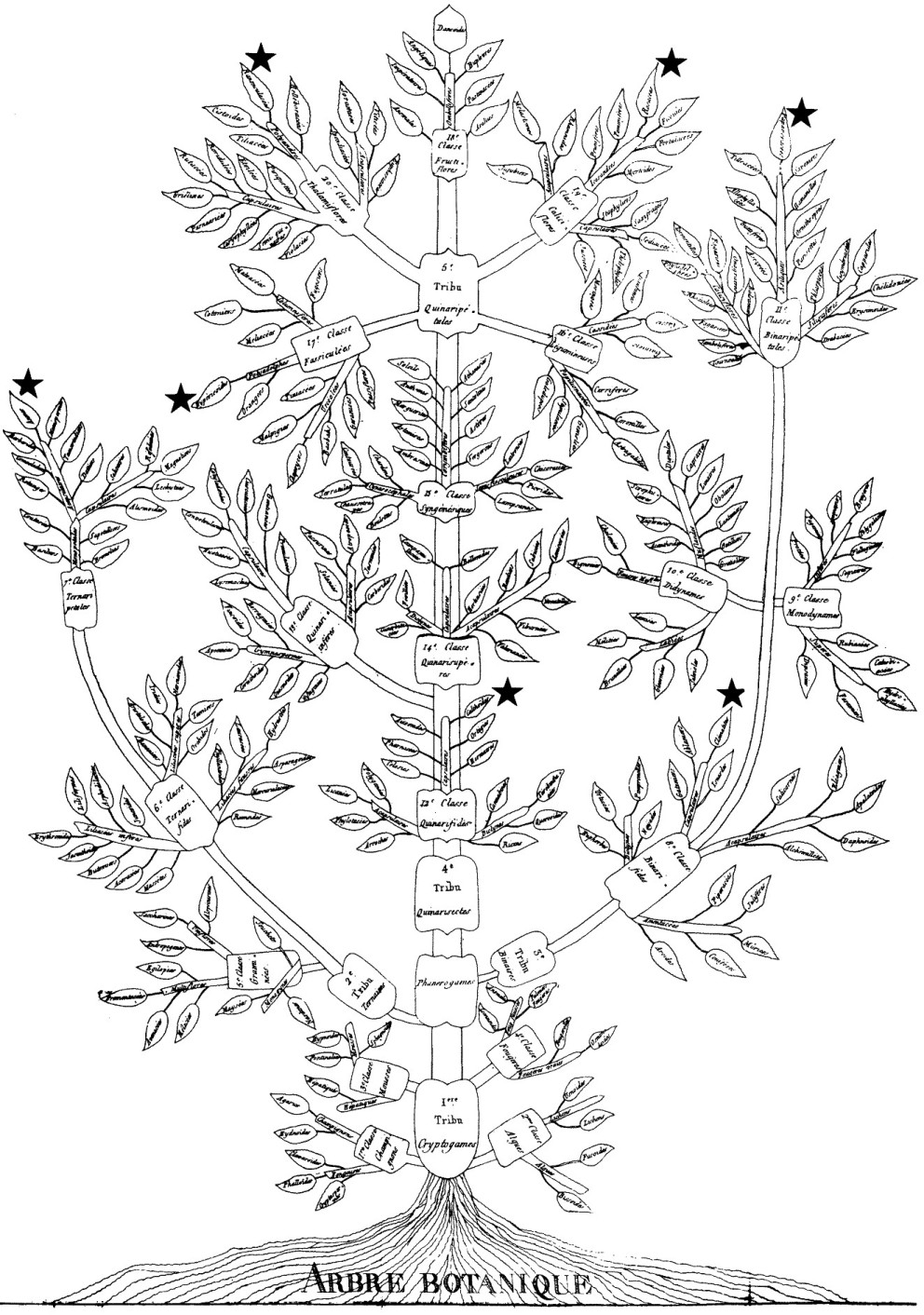
L'Arbre botanique d'Augier, le premier arbre phylogénétique du vivant publié en 1801.

Augustin Augier est né le 15 décembre 1758 à Saint-Tropez, dans le Var, dans une famille noble française de Saint-Tropez. Membre de l'ordre des Oratoriens, il se forme à Paris et est ordonné prêtre le 22 mai 1789, à la Chapelle Société de Jésus et Notre-Dame (Société de l'Oratoire de Jésus et de Marie), à la veille de la Révolution. Pendant la première partie de sa carrière, Augier enseigna le Latin dans diverses institutions oratoriennes en France, notamment au célèbre collège de Tournon, dans la vallée du Rhône. Pendant la seconde partie, il crée et dirige ses propres pensionnats à Saint-Donat-sur-l'Herbasse et à Peyrins, dans la Drôme.
A côté de son travail quotidien d'enseignant, Augier est également écrivain. Sa publication la plus célèbre est sans doute l’Essai d'une nouvelle classification des végétaux, publié à Lyon en 1801. Consacrée à la taxinomie botanique, l'étude comprend un diagramme systématique connu sous le nom d'« Arbre botanique » ; il est généralement cité dans la littérature comme le plus ancien diagramme généalogique connu d'ordre naturel, voire comme le premier arbre évolutif.
Bien que le diagramme d'Augier soit connu de la communauté scientifique depuis 1983, son identité n'a été révélée qu'en 2017.
Augier est décédé dans le village de Peyrins, dans la Drôme, le 29 janvier 1825.

## Publications
- Essai d'une nouvelle classification des végétaux. Lyon, Bruyset, 1801
- Mémoire sur l'instruction publique, principalement sur l'enseignement de la langue latine. Valence, 1812[2],[6].